# Токарёво (городской округ Люберцы)
Токарёво — деревня в Московской области России. Входит в городской округ Люберцы. Население — 381 чел. (2010).

## География
Деревня Токарёво расположена в центральной части городского округа Люберцы, примерно в 3 км к югу от города Люберцы. Высота над уровнем моря 137 м. В 2 км к востоку от деревни протекает река Пехорка. В деревне 5 улиц, приписано 1 СНТ. Ближайший населённый пункт — посёлок Чкалово.

## Название
Название связано с некалендарным личным именем Токарь.

## История
Первые упоминания деревни Токарево появляются в исповедной ведомости Московской духовной консистории ведомства священного Синода в 1741 году. Деревня относилась к Московскому уезду Вохонской десятине и являлась вотчиной Николо-Угрешского монастыря. В деревне насчитывалось 28 дворов, 106 лиц мужского пола и 99 женского.
После секуляризационной реформы 1764 года деревня приобретает статус казенной и входит в Карачаровскую волость Московской губернии.
В ходе административной реформы Екатерины II в 1781 образовался Бронницкий уезд Московской губернии, в который вошла деревня
В 1926 году деревня являлась центром Токаревского сельсовета Ухтомской волости Московского уезда Московской губернии, в деревне имелась школа 1-й ступени.
С 1929 года населённый пункт — в составе Ухтомского района Московского округа Московской области (в 1959 году Ухтомский район переименован в Люберецкий)
До муниципальной реформы 2006 года Токарево находилось в подчинении администрации рабочего посёлка Томилино Люберецкого района.
С 2006 до 2016 гг. деревня входила в городское поселение Томилино Люберецкого муниципального района. С 2017 года деревня входит в городской округ Люберцы, в рамках администрации которого Токарёво относится к территориальному управлению Томилино-Октябрьский.

## Население
В 1926 году в деревне проживало 908 человек (425 мужчин, 483 женщины), насчитывалось 172 хозяйства, из которых 165 было крестьянских. По переписи 2002 года — 491 человек (234 мужчины, 257 женщин).
| 1926 | 2002 | 2006 | 2010 |
| ---- | ---- | ---- | ---- |
| 908  | ↘491 | →491 | ↘381 |

## Достопримечательности
Токаревская курганная группа (Курганная группа "Токаревская-2", XII-XIII вв. н. э.) -  памятник археологии федерального значения, находится юго-западнее деревни